# Лехтинен, Матти Калерво
Матти Калерво Лехтинен (фин. Matti Kalervo Lehtinen; 24 апреля 1922, Лаппеэ, Виипури — 16 августа 2022, Хельсинки) — финский певец (баритон).

## Биография
С 1949 г. — солист Финской национальной оперы. В 1950 г. выиграл Международный конкурс исполнителей в Женеве. В 1952—1955 гг. пел в Кёльнской опере, затем вернулся в Финляндию. В 1965 г. награждён медалью «Pro Finlandia» — одной из высших государственных наград Финляндии для деятелей искусства. В 1963—1987 гг. — профессор Академии имени Сибелиуса. Помимо оперного репертуара, известен как исполнитель вокальной музыки Эрика Бергмана.
Скончался 16 августа 2022 года.